# Ochlandra
Ochlandra es un género de plantas herbáceas de la familia de las poáceas. Es originario de los Ghats occidentales en la India, en Sri Lanka y Madagascar..

## Especies
- Ochlandra beddomei
- Ochlandra brandisii
- Ochlandra capitata
- Ochlandra ebracteata
- Ochlandra keralensis
- Ochlandra perrieri
- Ochlandra rheedii
- Ochlandra ridleyi
- Ochlandra scriptoria
- Ochlandra setigera
- Ochlandra sivagiriana
- Ochlandra soderstromiana
- Ochlandra spirostylis
- Ochlandra stridula
- Ochlandra talboti
- Ochlandra travancorica
- Ochlandra wightii